# Aguessac
Aguessac é uma comuna francesa na região administrativa de Occitânia, no departamento de Aveyron. Estende-se por uma área de 17,64 km². Em 2010 a comuna tinha 897 habitantes (densidade: 50,9 hab./km²).